# Stazione di Messina Centrale
La stazione di Messina Centrale è la principale stazione ferroviaria della città peloritana, e una delle più importanti e trafficate della rete siciliana

## Storia

### Le origini

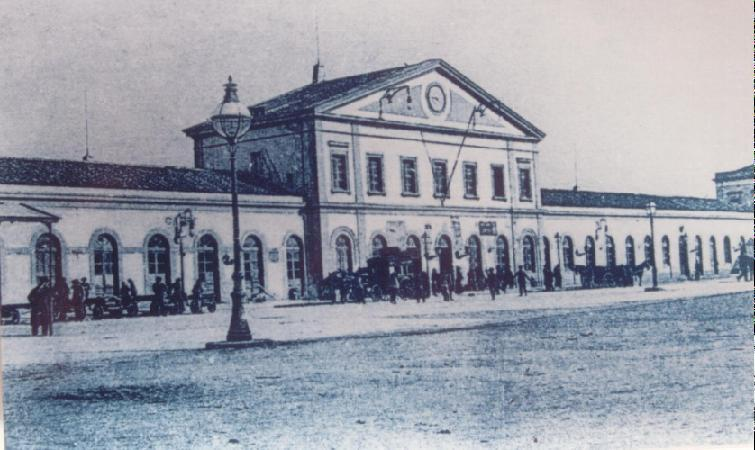
La stazione di Messina prima del Terremoto del 1908

La stazione di Messina venne attivata il 12 dicembre 1866 in concomitanza con l'inaugurazione della ferrovia per Taormina-Giardini, primo tronco della linea Messina - Siracusa. In quegli anni la concessione della ferrovia era stata affidata alla Società Vittorio Emanuele subentrata alla precedente affidataria "Società Adami e Lemmi" in seguito alla costituzione del regno d'Italia. Nello stesso anno 1866 non riuscendo a portare avanti i lavori per motivi finanziari, la Società Vittorio Emanuele aveva posta in liquidazione, per scadenza di termini, la Società Vitali, Picard, Charles e C. stipulando, il 29 novembre dello stesso anno, una nuova convenzione con l'"Impresa Generale per la costruzione delle strade ferrate calabro-sicule" per continuare i lavori della Messina - Siracusa (questi vennero ultimati il 19 gennaio 1871).
La gestione, nel 1872, venne affidata alla Società Italiana per le Strade Ferrate Meridionali, fondata nel 1862 dal conte Pietro Bastogi, per poi passare alla Società per le strade ferrate della Sicilia (Rete Sicula) nel 1885.
A causa di difficoltà economiche della società ferroviaria, si dovette attendere il 20 giugno del 1889, data di apertura del primo tratto, Messina-San Filippo Archi della costruenda ferrovia per Palermo perché la stazione centrale di Messina fosse collegata con lo scalo al porto di Messina con un binario di raccordo lungo 574 metri. Il 1º luglio 1905 entrò a far parte della rete delle Ferrovie dello Stato.
Nel 2025 la RFI ha stanziato 60 milioni di euro per i lavori di rifacimento dell'intera struttura e della adiacente stazione di Messina Marittima.
I lavori prevedono una serie articolata di interventi di natura architettonica, strutturale, impiantistica e funzionale. Tra questi figura l'innalzamento dei marciapiedi a un'altezza di 55 cm dal piano del ferro, finalizzato a facilitare le operazioni di salita e discesa dai convogli e a migliorare l'accessibilità complessiva delle infrastrutture. Il progetto interessa i fabbricati viaggiatori, il sottopasso pedonale, le banchine e le pensiline, con l'obiettivo di incrementare il livello di decoro urbano e la fruibilità degli spazi aperti al pubblico. A seguito dell’ottenimento delle necessarie autorizzazioni, sono inoltre in corso gli interventi di consolidamento strutturale e riqualificazione estetica delle tettoie e dei pilastri ubicati lungo i binari della stazione.

### Dalla ricostruzione
Gli impianti ferroviari vennero duramente coinvolti nelle distruzioni del terremoto del 1908 e in seguito ricostruiti.
La nuova stazione ferroviaria di Messina Centrale venne costruita nel 1939, al posto di quella precedente, su progetto dell'architetto razionalista Angiolo Mazzoni, nello stile caratteristico delle costruzioni pubbliche dell'epoca fascista, con grandi ambienti e architettura lineare.
In più occasioni è stato annunciato che, in concomitanza con l’apertura al traffico del ponte sullo stretto di Messina, la stazione sarà soppressa e sostituita da una nuova rete di stazioni dislocate lungo la città di Messina, che collegheranno quest'ultima direttamente al ponte.

## Strutture e impianti
La gestione degli impianti è affidata a Rete Ferroviaria Italiana.

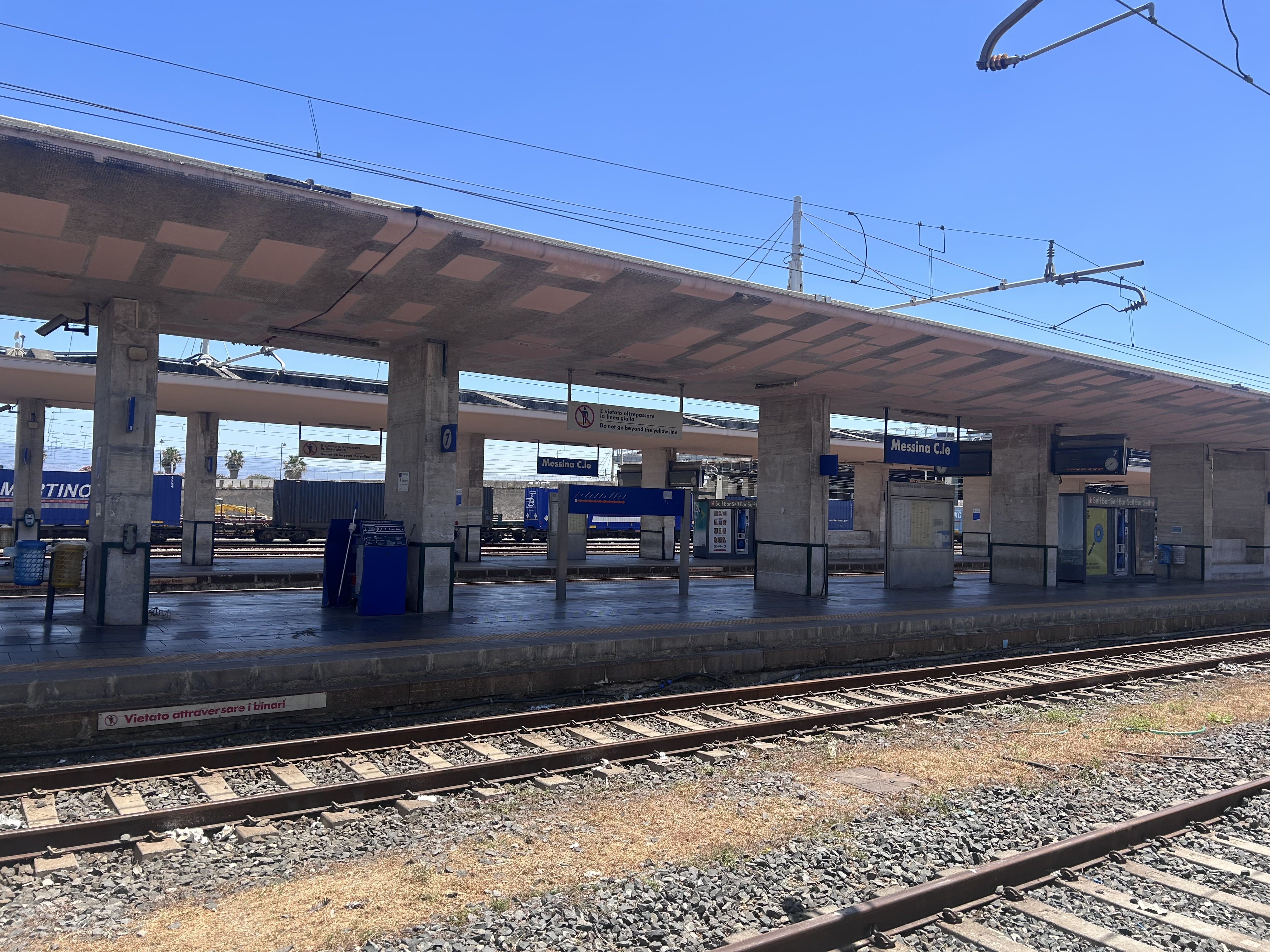
Interni della stazione di Messina, durante i lavori di rifacimento del 2025.

Il fabbricato della stazione centrale di Messina è probabilmente quello che presenta il maggiore sviluppo lineare tra le stazioni dell'isola. Si mostra evidente la progettazione dello stile futurista con grandi ambienti a struttura semplice, lineare e imponente. Il largo uso di rivestimenti in travertino caratterizza tutti i fabbricati della struttura, dominata dalla particolare colonna dell'acqua a struttura cilindrica con scala esterna avvolta a elicoide intorno a essa.
L'impianto si affaccia sulla grande "Piazza della Repubblica" costituendone il confine est, dal lato del mare, per tutta la sua lunghezza. Sul lato sud dell'edificio principale è presente il terminale di smistamento delle Poste e vari uffici e servizi. Ancora più a sud, e a essa collegato è il deposito locomotive e le relative officine di manutenzione dei rotabili. La stazione è contigua dal lato Sud anche con la stazione di Messina Scalo, che svolge solo servizio merci e di movimento e con i grandi impianti di riparazione dei rotabili ferroviari (Officine veicoli e Squadre Rialzo).
Il lato nord è unito alla stazione di Messina Marittima che espleta e regola il servizio relativo alle manovre di imbarco e di sbarco dei treni dai traghetti con la corrispondente stazione di Villa San Giovanni Mare, sulla sponda calabrese.
Il fascio binari per servizio viaggiatori consta di 10 binari di cui i primi quattro terminali e tronchi e gli altri 6 aperti verso l'imbarco. I binari 9 e 10 sono prevalentemente dedicati al traffico a lunga percorrenza (IC e ICN). Dal binario 11 in poi si estende l'ampio fascio merci che dal lato mare si prolunga fino a raggiungere l'adiacente stazione merci di "Messina Scalo".

## Movimento
La stazione è servita da treni regionali e regionali veloci svolti da Trenitalia e collegamenti a lunga percorrenza del medesimo operatore.
Dal 2010 lungo la tratta della ferrovia Messina-Catania-Siracusa è svolto un servizio ferroviario suburbano (Metroferrovia di Messina) con corse che servono le stazioni di Fiumara Gazzi, Contesse, Tremestieri, Mili Marina, Galati, Ponte Santo Stefano, Ponte Schiavo, San Paolo e Giampilieri.

## Galleria d'immagini

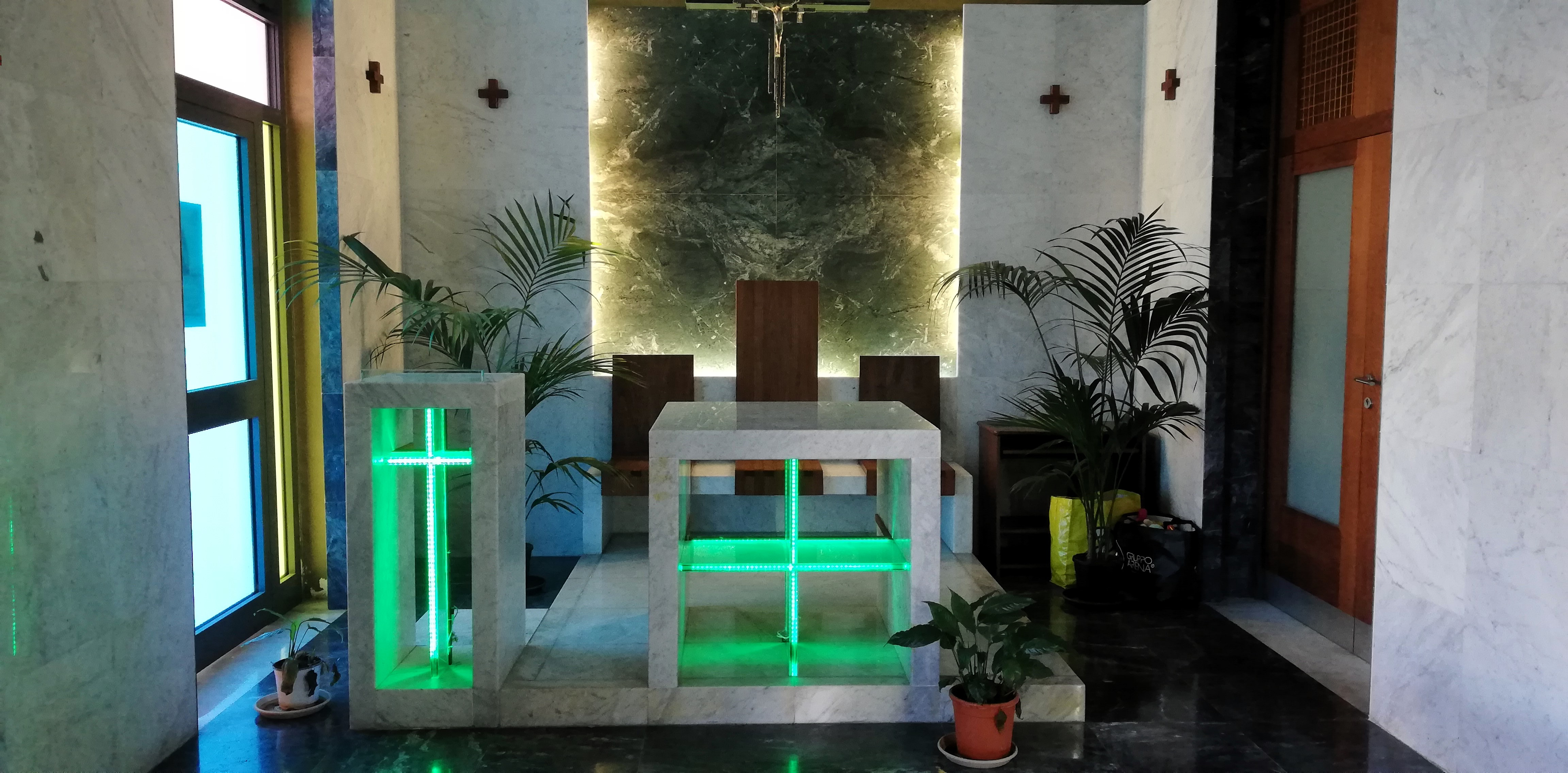
Cappella della stazione
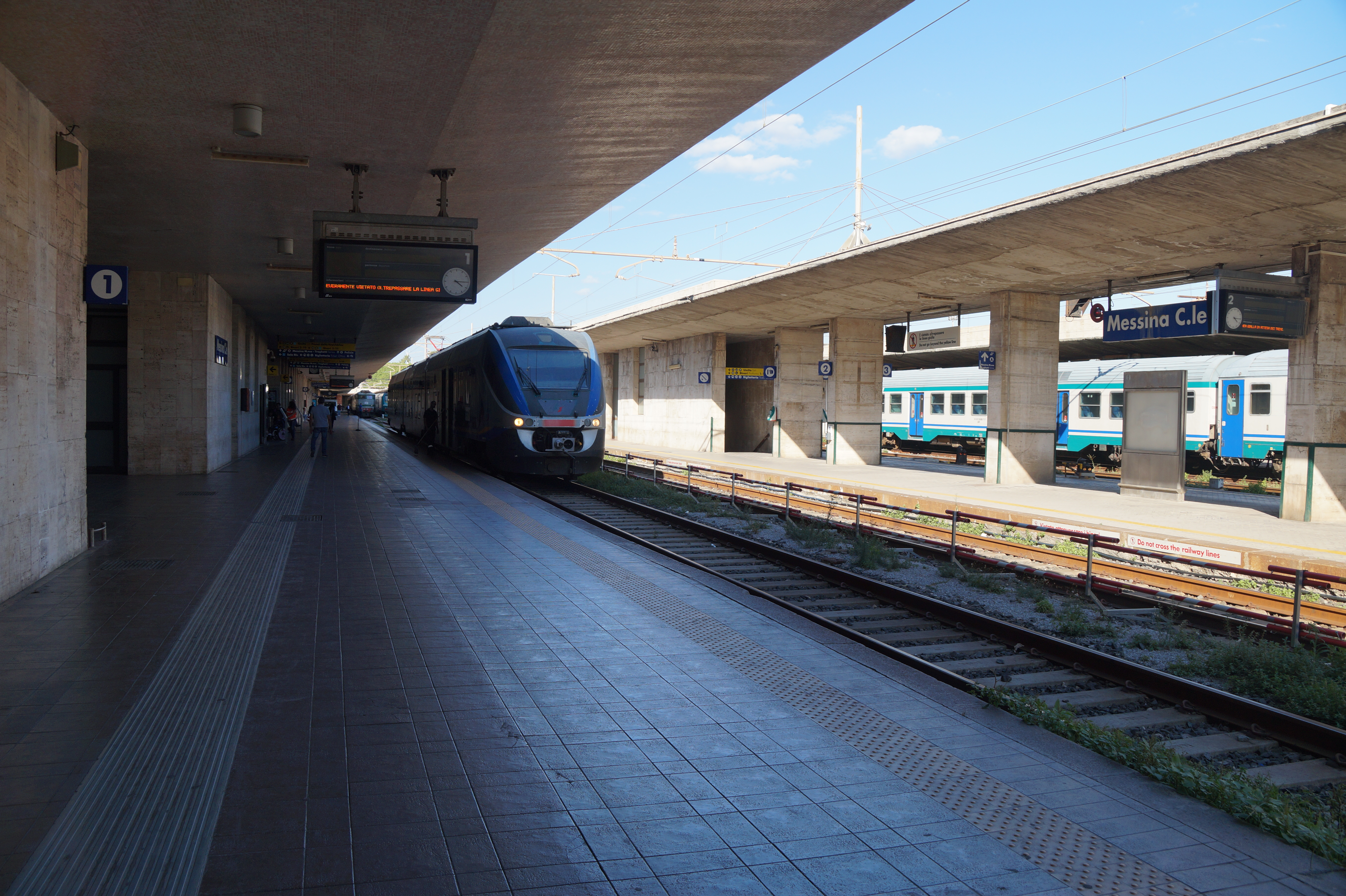
Treno in sosta al binario 1
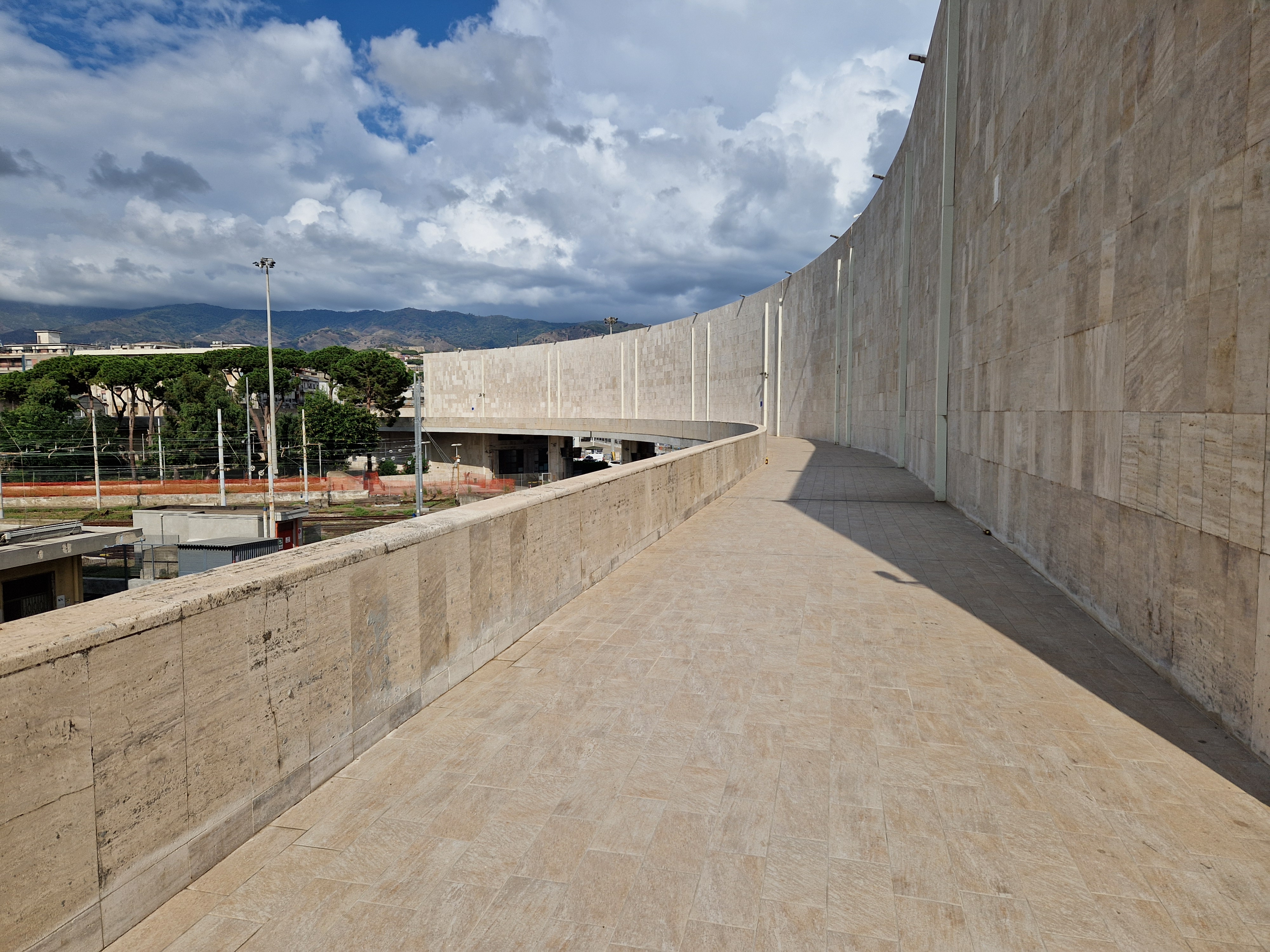
Sovrappasso zona Falcata

## Servizi
Per quanto riguarda i servizi rivolti alle persone a ridotta mobilità, quella di Messina Centrale è una delle quattordici stazioni master nazionali e dunque ospita una "sala blu", luogo in cui opera personale specializzato per l'assistenza a tali utenti e in cui si organizza, si coordina e si sovrintende alla gestione dei servizi a loro rivolti.
La stazione dispone di:
- Bar
- Edicola
- Biglietteria a sportello
- Biglietteria automatica
- Deposito bagagli con personale
- Negozi
- Posto di Polizia ferroviaria
- Annuncio sonoro treni in arrivo, in partenza e in transito
- Sottopassaggio pedonale
- Sala d'attesa
- Servizi igienici
- Ristorante (nelle vicinanze)

## Interscambi
- Fermata tram
- Fermata autobus
- Stazione taxi